# Resolució 1998 del Consell de Seguretat de les Nacions Unides
La Resolució 1998 del Consell de Seguretat de les Nacions Unides fou adoptada per unanimitat el 12 de juliol de 2011. Després de reafirmar les resolucions 1261 (1999), 1314 (2000), 1379 (2001), 1460 (2003), 1539 (2004), 1612 (2005), 1882 (2009) sobre la protecció dels nens en els conflictes armats, el Consell va declarar que les escoles i els hospitals eren fora dels límits per als grups armats i les activitats militars, demanant al Secretari General que aquests crims es posin en una llista d'aquells que cometen "violacions greus" contra els nens.
La resolució, patrocinada per Alemanya, era la vuitena resolució sobre nens i conflictes armats aprovada des de 1998.

## Resolució

### Observacions
En el preàmbul de la resolució, el Consell de Seguretat va recordar el seu compromís amb la pau i la seguretat internacionals, inclòs l'impacte dels conflictes en els nens. Es va demanar a totes les parts en conflicte que compleixin amb el dret internacional sobre la protecció dels civils en conflictes armats, com els Convenis de Ginebra i la Convenció sobre els drets de l'infant. El Consell va reconèixer els progressos realitzats des de la implementació de les resolucions 1612 i 1882, i va destacar la responsabilitat dels governs nacionals de protegir i donar suport als nens afectats pels conflictes armats.
Els membres del Consell van considerar que la protecció dels nens en conflictes armats era tan important per a una estratègia global per resoldre conflictes. Hi havia la necessitat de posar fi a la impunitat i amb aquells que van cometre actes violents contra els nens, i hi havia disposicions en l'estatut de la Cort Penal Internacional.
El text de la Resolució 1998 expressava la seva preocupació pels atacs i l'amenaça d'atacs a les escoles i/o hospitals, inclosos els atacs al personal en relació amb ells i el tancament de les institucions en temps de conflicte i amenaça d'atac.

### Actes
El Consell de Seguretat va condemnar enèrgicament totes les violacions del dret internacional que impliquen la contractació de nens per parts en conflictes armats, així com la violència sexual, violació, segrest, assassinat, atacs contra escoles o hospitals i la negació de l'accés humanitari als nens. Es va demanar al Secretari General que inclogués informació sobre els atacs contra escoles o hospitals i persones protegides en els seus informes, juntament amb un aspecte específic de l'informe dedicat a la qüestió dels nens en conflictes armats.
La resolució va instar les parts als conflictes armats a que s'abstinguessin d'accions que impedissin que els nens tinguessin accés a l'educació o serveis de salut; en aquest sentit, el secretari general va fer un seguiment i informe sobre l'ús militar d'escoles. Observant que algunes parts en un conflicte armat havien preparat plans per acabar amb l'ús de nens en conflicte, va instar els que no ho havien fet a complir les seves obligacions i a preparar plans de temps per posar fi a pràctiques il·legals.
El Consell estava decidit a garantir el respecte de les seves resolucions sobre els nens en conflictes armats. Es va demanar a tots els estats que prenguessin mesures contra els perpetradors persistents de violacions del dret internacional relatius als nens en situacions de conflicte armat. Mentrestant, les Nacions Unides inclourien disposicions per la protecció dels nens en les seves missions de pau i polítiques. Finalment, es va demanar al secretari general Ban Ki-moon que informés per a juny de 2012 sobre l'aplicació de la Resolució 1998.